# Kręgosłup człowieka

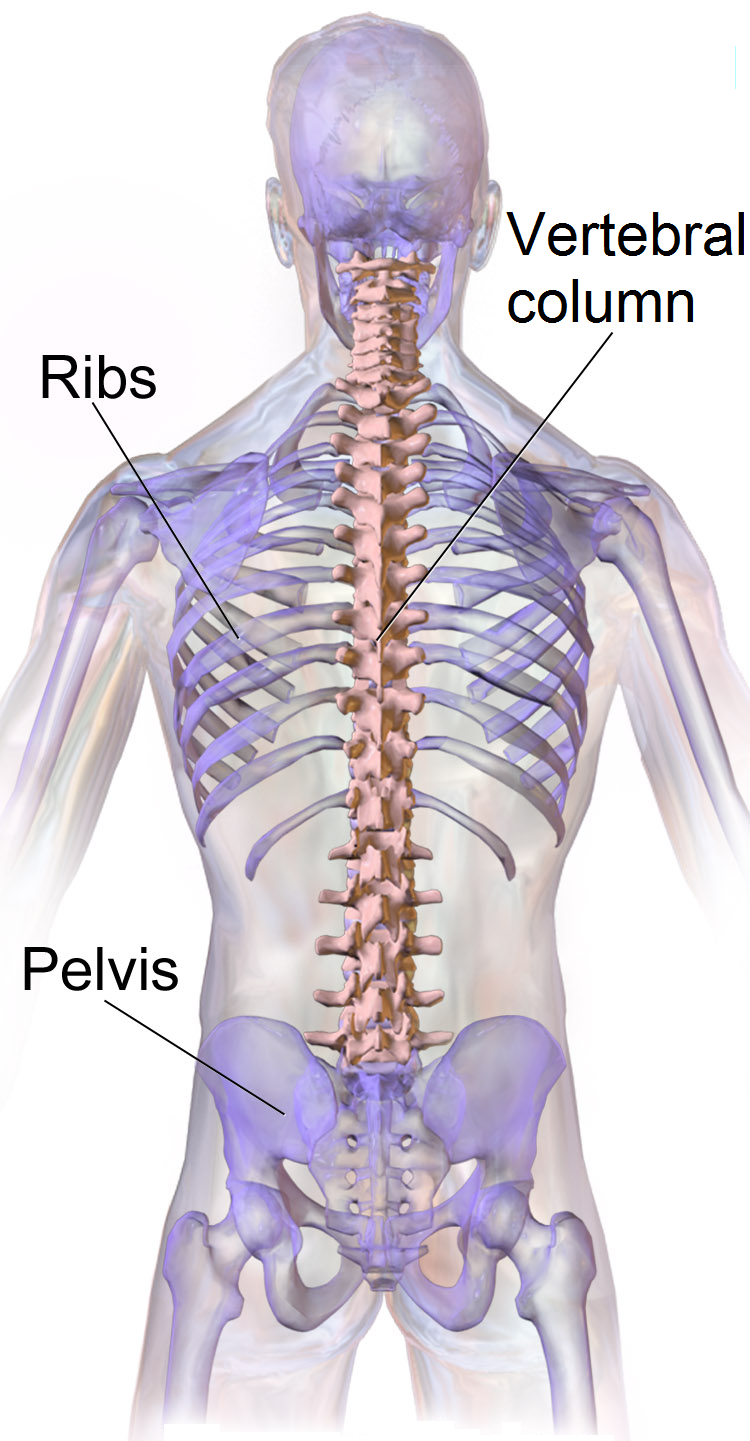
Umiejscowienie kręgosłupa w szkielecie człowieka (Vertebral column – kręgosłup, Ribs – żebra, Pelvis – kość miedniczna)

Kręgosłup człowieka – element szkieletu człowieka rozumnego (Homo sapiens) pełniący rolę narządu podporowego, narządu ruchu i osłony rdzenia kręgowego. Zbudowany jest z 26 kości, do których zaliczają się 24 oddzielne kręgi oraz dwie kości powstałe ze zrośnięcia kręgów: kość krzyżowa i kość guziczna.

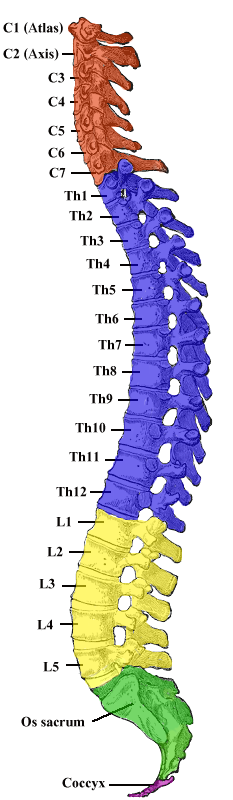
Budowa kręgosłupa człowieka

Kręgosłup człowieka dzieli się na 5 odcinków:
- szyjny (7 kręgów szyjnych, C1–C7, kolor brązowy na rysunku)
- piersiowy (12 kręgów piersiowych, Th1–Th12, kolor niebieski na rysunku)
- lędźwiowy (5 kręgów lędźwiowych, L1–L5, kolor żółty na rysunku)
- krzyżowy (5 zrośniętych kręgów krzyżowych, os sacrum, kolor zielony na rysunku)
- guziczny (4–5 zrośniętych kręgów guzicznych, coccyx, kolor fioletowy na rysunku)[1][3].